# Dicranomyia (Dicranomyia) consimilis
Dicranomyia (Dicranomyia) consimilis is een tweevleugelige uit de familie steltmuggen (Limoniidae). De soort komt voor in het Palearctisch gebied.